# Rumbecker Hänge
Die Rumbecker Hänge sind eine kleinteilige naturräumliche Untereinheit mit der Ordnungsnummer 334.10 des Oeventroper Ruhrtals (334.1) innerhalb des Nordsauerländer Oberlands (334). Sie umfassen laut dem Handbuch der naturräumlichen Gliederung Deutschlands die von zahlreichen Talrunsen zerkerbten Schattenhänge des Oeventroper Ruhrtals, die bis auf 400 m ü. NN ansteigen und vollständig bewaldet sind.
Die nach Norden zum Ruhrtal hin abfallenden Rumbecker Hänge erstrecken sich im Arnsberger Stadtwald südlich des Arnsberger Ortes Rumbeck zwischen dem Arnsberger Hauptort im Nordwesten und Meschede-Freienohl im Osten, ohne jedoch das Flussufer selbst zu berühren, das dem Naturraum Oeventroper Ruhrtalgrund (334.11) zugeordnet ist. Die Südgrenze des Naturraums Rumbecker Hänge markiert der Höhenzug, der durch die Berge (von Westen nach Osten) Stockumer Höhe, Westerfelder Stoß, Kreuzkopf, Spellenberg, Henssenberg, Stierkopf und Trenke gebildet wird. Südlich und westlich schließen sich die Sunderner Wälder (334.0) an. Die Bäche Stockumer Bach, Hellefelder Bach, Großer Kreuzsiepen, Steimecke, Dunkele Steimecke und Mühlenbach entwässern über die Rumbecker Hänge in die Ruhr. 
Geologisch bestehen die Rumbecker Hänge aus oberkarbonischen Schiefern und Grauwacken. In den bodenarmen Oberhängen befinden sich natürliche Standorte von Buchenwald. Eichen-Hainbuchen-Wälder überwiegen in den flacheren, örtlich mit Lößlehm bedeckten Unterhängen.